# Російська експансія

Російська експансія (1300–1945)

Кордони Росії змінювалися внаслідок військових завоювань та ідеологічних і політичних об'єднань протягом понад п'яти століть.
У Росії у всі часи обґрунтування експансії починалося зі шкільних підручників. У часи СРСР історія держави починалася з історії держави Урарту, пізніше — з історії східних слов'ян ще до часів Київської Русі.

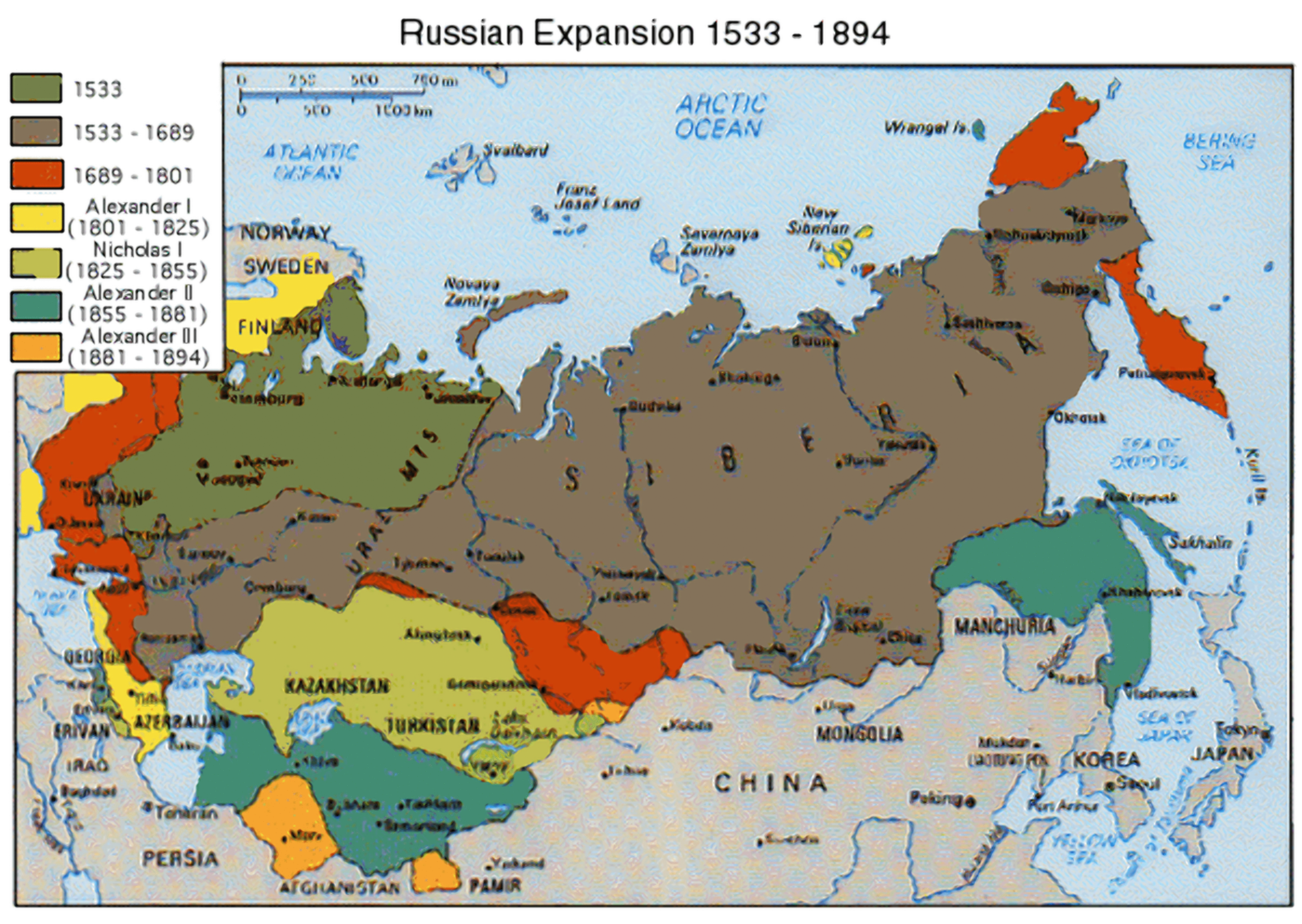
Російська експансія в Євразії між 1533—1896 рр.

Відповідно до «ідей, що їх поділяють більшість російських вчених», утворення російської держави відбувалося навколо Московського князівства, керівникам якого у боротьбі із конкурентами,— в основному з тверськими князями та Новгородом,— наприкінці XV — на початку XVI століття вдалося «завершити об'єднання російських земель». Цьому також сприяв занепад Золотої Орди, якій до цього часу російські князівства платили данину. 
| «Наприкінці XV — на початку XVI століття завершилося утворення Російської держави»,[6] | що на той час мала назву «Московське царство».
| «Прийнявши наприкінці XV ст. титул великого князя «всєя Русі», Іван III недвозначно дав зрозуміти, що кінцевою метою Москви є об'єднання всіх російських земель, що входили раніше до складу Київської держави»[7]. |

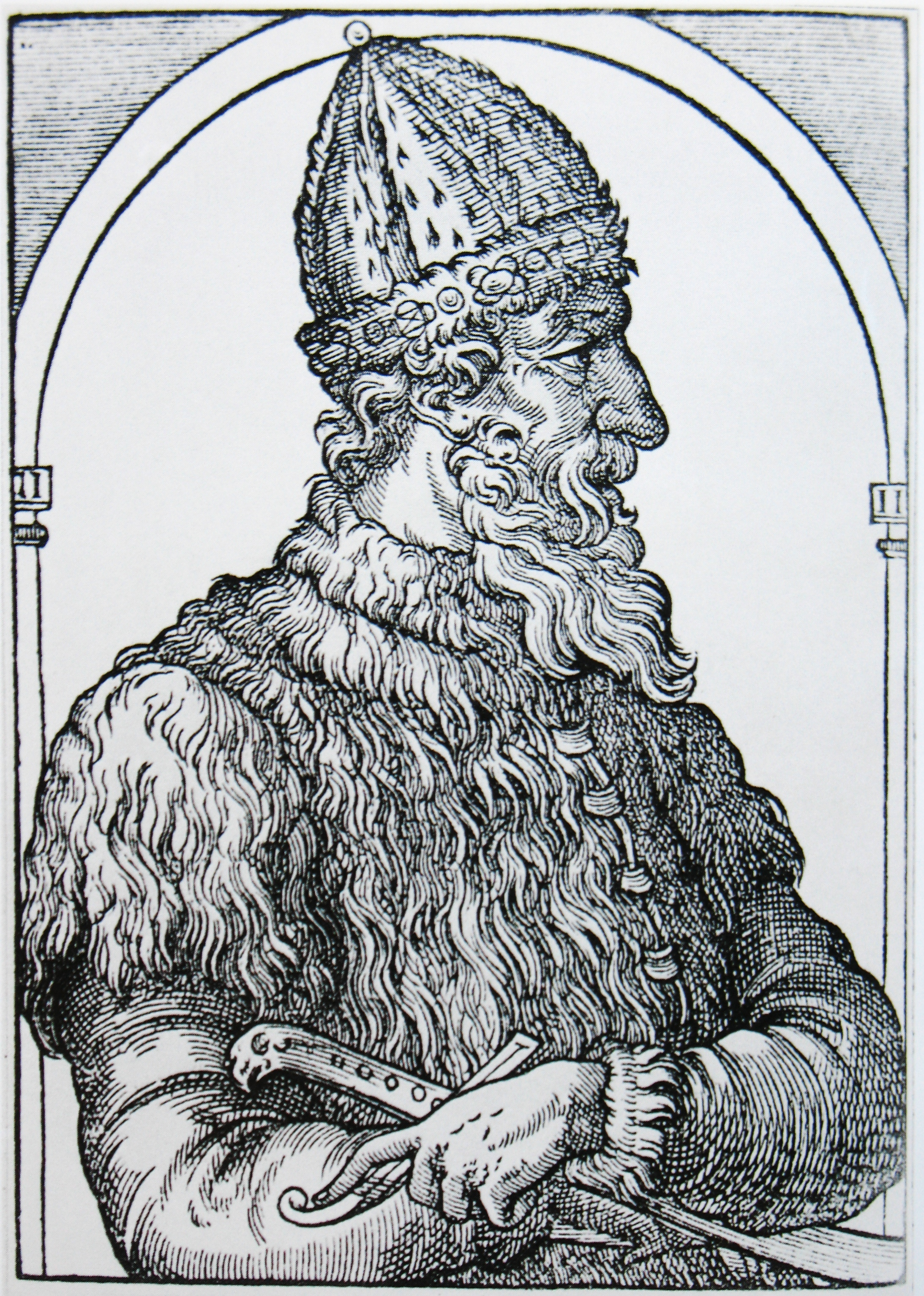
Іван III

За часів Олександра II продовжувалася політика «просування кордонів» імперії. Внаслідок війни із Османською імперією кордон у Бессарабії просунувся до впадіння Прута в Дунай та до Кілійського гирла. У Малій Азії були захоплені Батум і Карс. 1859 року завершено захоплення східного Кавказу, а 1864 — західного, що викликало масову втечу горян до Туреччини. До Росії відходять китайські землі: за Айгунським договором (1858)— Амурський край, за Пекінським (1860) — Уссурійський. У 1850—1860 роках у Середньоазійському степу загарбницькі прагнення російського уряду призводять до безперервних сутичок та війн. Захоплені значні території, з яких утворені Туркестанський край (1867) та Ферганська область (1873); Бухара та Хіва перетворені на васально залежні території.

Радянський Союз де-юре не був правонаступником Російської імперії, фактично ж його комуністичне керівництво здійснювало проімперську політику в питанні територіальної цілісності і, по можливості, «збирання земель» колишньої Російської імперії.
Після розпаду Радянського Союзу керівництво Російської Федерації, проголосило «крах Радянського Союзу … найбільшою геополітичною катастрофою століття», внаслідок якої «Десятки мільйонів наших співгромадян і співвітчизників опинилися за межами російської території.». «Після розпаду радянської імперії сили Росії виявилися серйозно підірваними, вона втратила значні території, і відродити імперську міць і вплив можна тільки з поверненням цих територій». Від 1991 року практичні дії керівництва Російської Федерації спрямовані на досягнення цієї мети.

## Історія
Від Балтійського моря до глибин європейської півночі на схід до Сибіру, Уралу та Волги жили численні фіно-угорські племена (звані в той час просто фінами). Невідомо, коли саме вони оселилися на цих землях, але, як зазначав Микола Карамзін, «не було ніякого народу більш давнього на цих землях. Цей народ ніколи не відбирав чужих земель, але завжди поступався своїми».

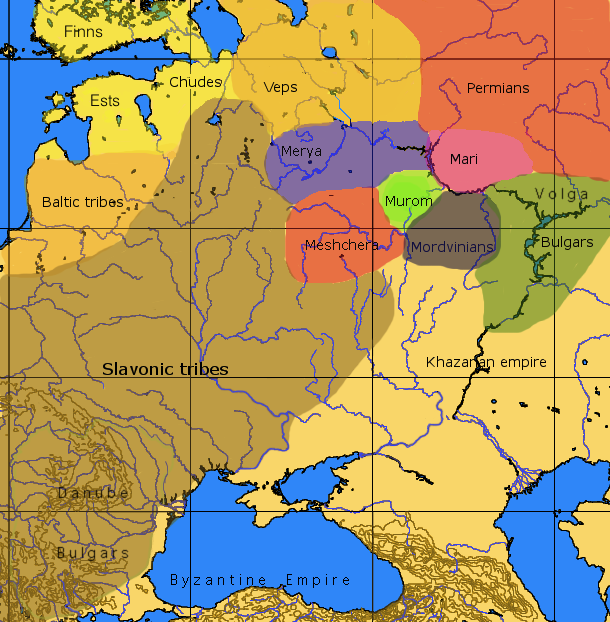
Карта культур території Східної Європи на час приходу варягів і до початку слов'янської колонізації

Історія скандинавських народів часто згадує про дві вільні і незалежні країни фіно-угрів (фінські країни), які існували до утворення Московії: Кіріаландію (простягалася від Фінської затоки до Білого моря і охоплювала сучасні Карамзіну Олонецьку й частину Архангельської губернії) та Біармію (простягалася від Північної Двіни й Білого моря до річки Печори). «Ім'я нашої Пермі є одне із імен давньої Біармії, котру складали Архангельська, Вологодська, Вятська і Пермська губернії».
Із уділу Юрія Долгорукого — «Суздальського Залісся», або ж Володимиро-Суздальського князівства, розташованого у басейні річки Оки, верхньої течії Волги та її приток — Шексни і Костроми виросла Московія. Головними містами Суздальського Залісся були Суздаль, Ростов та Владимир (значення). Найдавніші мешканці цього краю — фіно-угорські племена — Долгоруким та його наступниками були асимільовані у московитів.
«…в північно-східних князівствах, поміж якими було й Московське велике князівство, яке протягом XIV—XV століть почало переростати у провідну державу, руські жили поруч із фіномовними етносами. Врешті більшість автохтонів (меря, мурома і весь) мовно і релігійно асимілювалися в процесі, що тривав декілька століть, і в XIV столітті вони зникають із джерел. Як самостійний етнос у Московській державі збереглася лише західна мордва на східних притоках Оки, яка була підкорена московськими князями в XIII столітті. На північному сході Москва поширювала з XIV ст. свій вплив на зирян і перм'яків, які до того перебували під Новгородським верховенством.»
Анексія Іоаном III Новгорода (1478) остаточно надала Московському великому князівству поліетнічного характеру.
Швидке зростання Російської імперії обумовлювалося не лише прагненням до експансії, але й певною політикою компромісів. Російська політика, особливо на ранніх етапах, відзначалася прагматизмом і толерантністю. Росія рідко пропагувала власну етнічну, расову або ж релігійну винятковість щодо новоприєднаних народів. Причиною поступливості було те, що вона ніколи не мала достатніх ані людських, ані інституційних ресурсів, щоб управляти своєю територією і своїм населенням.
Росія, завдяки експансії, стала велетенською, але, разом із тим, відсталою імперією. Швидке розширення кордонів на південь і схід були свідченням не стільки її власної сили, скільки занепаду Золотої Орди та Османської імперії. На Заході ж і Півночі Росія намагалася конкурувати з імперськими потугами Стокгольма, Берліна, Парижа, Лондона й Відня. Для того, щоб витримувати виклики Заходу, Російська імперія не мала іншого вибору, як «озахіднюватися». Для російського центру це було можливим завдяки готовим ресурсам для цього на західному пограниччі: західні окраїни для Росії стали власним Заходом, як цивілізаційно та економічно розвинутіші за російське етнічне ядро.
Близько середини XIX століття Російська імперія постала перед новою потребою швидкої модернізації і це призвело до парадоксального результату: чим більше докладалося зусиль, тим більше сама імперія приходила до занепаду. До краху імперського проекту модернізації призвело постання модерних націй та масових національних рухів. Імперський центр протягом століть не може дати собі раду з національним питанням, що і є головною причиною внутрішньої слабкості й остаточного розпаду імперії. Як і у випадку зі зміцненням імперії, західні окраїни відіграють провідну роль у її розвалі.
Російська народність утворилася з окремих слов'янських племен, а також з інших, головно фінських, землі яких зайняла у прилеглій до Новгорода території та у межиріччі Оки, Волги, Дона. Московський торговий капітал розширював територію Московського князівства за рахунок захоплення сусідніх областей. Колонізація росіянами областей, заселених іншими народами, була проявом колоніальної політики торгового капіталу та російського дворянства. У такий спосіб росіяни розселилися по величезній території від Балтійського моря до Тихого океану, від Північного Полярного моря до Чорного моря й Кавказького хребта, асимілюючи низку місцевих національностей. До XV — XVI ст. було остаточно колонізоване Поволжя, басейн верхів'я Дона, частина Західного Сибіру і землі до узбережжя Білого моря. У XVII — XVIII ст. росіяни у великій кількості розселилися у причорноморському степу, на Північному Кавказі, просунулися на схід у Сибір, а від середини XIX ст. почали наступ на Середню Азію.
Колонізація супроводжувалася насильством над іншими народами і витісненням їх з приналежних їм земель, будівництвом спеціальних ліній (наприклад, «Українська лінія», чи «Оренбурзька лінія», спрямована, головно, проти башкир), острогів, фортець. Влада імперії розглядала колонізаційну експансію як один із засобів пом'якшення незадоволення селянських мас центральних губерній та запобігання повстань на ґрунті малоземелля, шляхом надання урядом земель, захоплених у інших народів.
За національним складом населення захоплених територій,  попри вжиті заходи з їх зросійщення, мало незначний відсоток росіян. За офіційними даними на 1914 рік він становив у Фінляндії — 0,24 %, у Привісленському краї (тобто Польщі) — 6,7, у Середній Азії — 8,9, у Латвії — 10,5 (1927), у Литві — 2,3 (1928), в Україні — 9,2 (1931). В областях старої російської колонізації,— наприклад, у Західному Сибіру, — навпаки, головну масу населення складали вихідці з Європейської частини Російської імперії (росіяни, українці, білоруси) — 88,7 %.
У малозаселених регіонах, не дивлячись на те, що вони були недавно колонізовані, населення складали майже виключно переселенці. Так, у Далекосхідному краї, площею 2 717,7 тис. км², із загальної чисельності населення в 1 875,2 тис. осіб (1929 рік), було 62,5 % росіян, 16,8 % українців, 2,2 % білорусів, 4,5 % корейців і деякий відсоток китайців. Корінного ж населення налічувалося: тунгусів — 0,7 %, чукчів — 0,6 %, бурятів — 0,5 %, коряків — 0,4 % і ще менший відсоток деяких інших. Стосовно корінного населення політика російської влади «призвела до поступового їх вимирання»

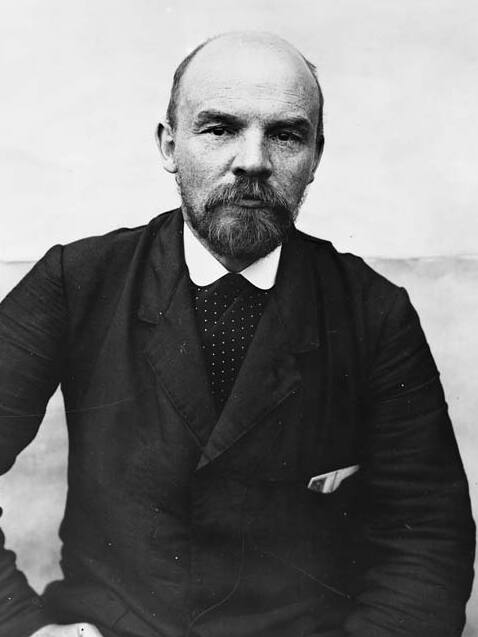
В. І. Ульянов, 1914

Відомий політичний діяч В. Ульянов так характеризував національні особливості Російської імперії: 
| …Чи є у нас тяжіння «інородців» до об'єднання з великорусами під загрозою гіршого національного гніту? <…> Росія — держава з єдиним національним центром, великоруським. Великоруси займають гігантську суцільну територію, досягаючи по чисельності приблизно 70 мільйонів чоловік. Особливість цієї національної держави, по-1-е, та, що «інородці» (які становлять у цілому більшість населення — 57%) населяють саме окраїни; по-2-е, та, що пригноблення цих інородців значно сильніше, ніж у сусідніх державах (і навіть не тільки в європейських); по-3-е, та, що в цілому ряді випадків пригноблені народності, які живуть по окраїнах, мають своїх сородичів по той бік кордону, які користуються більшою національною незалежністю (досить згадати хоча б по західному і південному кордону держави — фінів, шведів, поляків, українців, румунів); по-4-е, та, що розвиток капіталізму і загальний рівень культури нерідко вищі в «інородницьких» окраїнах, ніж в центрі держави[22]. |

## Колоніальна політика російської держави

### Земельне питання у колоніях
Прагнучи закріпити за собою захоплені величезні території з багатьма мільйонами неросійського населення російська влада не зупинялася перед варварськими методами колонізації, як, наприклад, відбирання кращих земель у тубільного населення і переселення туди російських колоністів, які, разом з урядовими чиновниками, розправлялися з місцевим населенням, як з полоненими рабами. Селянам центральних губерній імперії надавалися для переселення кращі райони казахського, киргизького, башкирського, північно-кавказького степу. Із переселенців, подібно до козаків, поселених на кращих землях, відібраних на окраїнах у «інородців», створювався оплот влади для її охорони проти обібраних народів. Повстання проти такої політики топилися у крові, й цілі народності переселялися на гірші землі або ж змушувалися до еміграції в інші країни (низка кавказьких племен).

### Національне питання в Російській імперії та СРСР
У Російській імперії росіяни (яких офіційно називали рос. «великороссами») були національною меншиною: у складі населення вони налічували лише 43 % й займали величезні території, що історично належали іншим народам (етносам). Однак, незважаючи на фактичне їх положення, у державі все прилаштовувалося до інтересів цього народу, інші національності ігнорувалися, а багато які переслідувалися. Користуючись методом «поділяй і владарюй», російська влада нацьковувала одні народи на інші і перетворила Росію «на в'язницю безправних народів». Відверто і цинічно провадилась політика пригнічення «інородців», що викликало спротив та роздратування пригнічених народів, а, часто, і сепаратистські настрої. Щоб змусити до покірності російській колоніальній владі утруднювався доступ до грамотності населення шляхом вигнання національних мов зі шкіл. Злочинна національна політика провадилася в інтересах російського імперіалізму. Метою її був захист привілейованого становища російських поміщиків і капіталістів та ринків збуту їх продукції та джерел сировини для російської промисловості.
Влада виховувала у російського народу переконання, що лише він є хазяїном країни і тільки самодержавство та його вірна прислужниця — православна церква — забезпечать йому панівне становище. Із цього випливав лозунг Росії: «самодержавство, православ'я, народність».
Головними напрямками національної політики російської влади були колонізація та зросійщення.
У намаганні закріпити за російською державою захоплені велечезні території з багатьма мільйонами неросійського населення російська влада не зупинялася перед варварськими методами колонізації як, наприклад, відбирання кращих земель у місцевого неросійського населення й переселення на них російських колоністів, котрі, разом із урядовими чиновниками, розправлялися з місцевим населенням як із полоненими рабами. У найгрубішій формі провадилася русифікація у вигляді заборони навчання рідною мовою, що мало місце стосовно українців, білорусів, поляків та багатьох інших народів. Їм перешкоджали розвивати власну культуру рідною мовою, дозволяючи лише обмежене видання релігійної літератури мовою національної маси та навчання початкам грамоти. Особливо кидалася ув очі лютість національної політики стосовно євреїв, позбавлених звичайних громадянських прав, які й так були обмежені для всіх народів Росії. Антисемітизм розпалювався урядом, влаштовувалися погроми з тисячами жертв. За вказівками уряду влаштовувалася вірмено-азербайджанська різанина.
По захопленні влади більшовиками доля росіян у населення держави-наступника зростала. Росія втратила значні території, де росіяни складали малу частку населення: Фінляндію, Естонію, Латвію, Литву, Польщу, білоруські та українські землі на заході. Вживалися також заходи для збільшення відсотка росіян у населенні СРСР: винищення населення голодом, репресивна політика протягом десятиліть щодо національно свідомих прошарків суспільства неросійських народів, депортації і розсіювання народів серед інших, примусовий запис до російської національності неросійських народів.

| Невміння центру дати собі раду з національним питанням було головною причиною внутрішньої слабкости й остаточного розпаду імперії.[28] |

#### Політика зросійщення
Політика зросійщення була властива російській державі в усі часи її існування.
Від Петра I до вступу на престол Олександра III російська національна політика мала імперський характер: вона вирізнялася відносною терпимістю стосовно національних особливостей народів, що жили в імперії. Лише поляки, внаслідок ліквідації їх держави та поділу території поміж загарбниками — Прусією, Австрією і Росією, не припиняли боротьбу за національну незалежність.
У часи правління Катерини II, ще до зруйнування Запорозької Січі, у таємній інструкції генерал-прокурору Олександру Вяземському імператриця вказувала:
| Мала Росія, Ліфляндія та Фінляндія суть провінції, що керуються конфірмованими їм привілеями, зректися яких усіх раптом вельми непристойно би було, однак і називати їх чужоземними і ставитися до них на тих же підставах є більше, ніж помилка, а можна назвати з вірогідністю дурістю. Ці провінції, також і смоленську, слід найлегшими шляхами привести до того, щоб вони обрусіли і перестали б дивитись як вовки до лісу. До того приступ вельми легкий, якщо розумні люди обрані будут начальниками у тих провінціях; коли ж в Малоросії гетьмана не буде, то треба намагатися, щоб вік і ім'я гетьманів зникло, не тільки б персона яка була переведена до того достоїнства.[29] Оригінальний текст (рос. дореф.) [Малая Россія, Лифляндія и Финляндія суть провинціи, которыя правятся конфирмованными имъ привиллегіями, нарушить оныя отрѣшеніемь всѣхъ вдругъ весьма непристойно бъ было, однакожъ и называть ихъ чужестранными и обходиться съ ними на такомъ же основаніи есть больше, нежели ошибка, а можно назвать съ достовѣрностію глупостію. Сіи провинціи, также и смоленскую, надлежитъ легчайшими способами привести къ тому, чтобъ онѣ обрусѣли и перестали бы глядѣть какъ волки къ лѣсу. Къ тому приступъ весьма легкій, естьли разумные люди избраны будуть начальниками въ тѣхъ провинціяхъ; когда же въ Малороссіи гетмана не будетъ, то должно стараться, чтобъ вѣкъ и имя гетмановъ изчезло, не токмо бъ персона какая была произведена въ оное достоинство.] Помилка: {{Lang}}: невпізнаний код мови: ru-dor (допомога) |
Олександр III започаткував нову політику — російську націоналістичну, русифікаторську, яка викликала гостре невдоволення неросійських народів. Ту ж політику продовжив Микола II. За Олександра III Росія стала «тюрмою народів» ще більшою мірою, ніж при його батькові. Все підганялося силоміць під один ранжир, на всі народи, включені до імперії, надівалося однакове ярмо, заборонялися національні мови, знищувалися национальні культури..
Найбільш характерним проявом національної політики російської держави було зросійщення, що проявлялася як нав'язування неросійським національностям мови та культури росіян.

| За старих часів пригноблені народності могли пов'язувати свої образи тільки з політикою уряду, тільки з тими гіршими елементами і представниками чиновництва, що наповнювали околиці. Тепер же вони могли на власні очі переконатися, що уряд знаходить опору в досить широких і впливових колах російської громадськості. Величезна більшість Думи висловлювалася за всі пропозиції влади з обрусіння. І якраз буржуазні, помірні елементи інших країн, найбільше готові йти на примирення, на угоду з російською урядовою владою, повинні були особливо болісно відчувати таке ставлення до національних питань з боку співзвучних їм за соціальними інтересами буржуазних класів Росії. Але і в демократичних, ліберальних колах громадськості політика уряду не завжди зустрічала достатній протест. Заклики П. Б. Струве до безжальної ідейної боротьби з українством звучали застережливо для тих, хто хотів би пов'язувати національние надії з перемогами російської громадськості. Позиція Родичева і Мілюкова в Державній Думі по відношенню до українців - «звільніть, і їх не буде» - теж здавалася відгуком модернізованого націоналізму. Партія к.-д. зуміла довести справу до відкритого розриву з польським коло. Тим часом, керівні кола Польщі та Фінляндії, в силу своїх класових симпатій, мало були схильні пов'язувати які б то не було надії з ростом впливу більш лівої частини російської громадськості, вбачаючи в ній лише прояв анархізму, що лякав і турбував їх. Росіянамм важко навіть зрозуміти ті гострі почуття, які викликав новий курс урядової влади. Були поставлені під удар історичні традиції, духовні цінності, і грубо ображалися права особистості, любов до своєї рідної мови, прихильність до своєї духовної стихії. З крайньою гостротою позначалися і чисто економічні наслідки. Для боротьби за економічне процвітання потрібне зростання культури, потрібне поширення знання, потрібна хоча б примітивна грамотність. Але це благо було недоступне для поляків, українців, литовців. Російська школа, з насильницьким і протиприродним викладанням російською мовою, або призводила до повного знелюднення шкіл або ж не давала ніяких результатів, бо ж поверхове знання російської грамоти випаровується в стихії іншої мови, до якої школа безуспішно намагалася вселити зневагу, як до мови нижчого сорту[32]. Оригінальний текст (рос.) Въ прежнее время угнетенныя народности могли связывать свои обиды только съ политикой правительства, только съ тѣми худшими элементами и предствителями чиновничества, которые наводняли окраины. Теперь же они могли воочію убѣдиться, что правительство находить опору въ весьма широкихъ и вліятельныхъ кругахъ русской общественности. Громадное большинство Думы высказывалось за всѣ обрусительныя предложенія власти. И какъ разъ буржуазные, умеренные элементы другихъ странъ, болѣє всего готовые идти на примиреніе, на соглашеніе съ русской правительственной властью, должны были особенно болезненно чувствовать такое отношеніе къ національнымъ вопросамъ со стороны созвучныхъ имъ по соціальнымъ интересамъ буржуазныхъ классовъ Россіи. Но и въ демократическихъ, либеральныхъ кругахъ общественности политика правительства не всегда встречала достаточный протестъ. Призывы П. Б. Струве къ безпощадной идейной борьбѣ съ украинствомъ звучали предостерегающе для тѣхъ, кто хотѣлъ бы связывать національныя надежды съ победами русской общественности. Позиція Родичева и Милюкова въ Государственной Думѣ по отношенію къ украинцамъ — «освободите, и ихъ не будетъ» — тоже казалась отзвукомъ модернизированнаго націонализма. Партія к.-д. сумела довести дѣло до открытаго разрыва съ польскимъ коло. Между тѣмъ, руководящіе круги Польши и Финляндіи, въ силу своихъ классовыхъ симпатій, мало были склонны связывать какія бы то ни было надежды съ ростомъ вліянія болѣє лѣвой части русской общественности, видя въ ней только проявленіе пугающаго ихъ и безпокоющаго анархизма. Русскимъ трудно даже понять тѣ острыя чувства, которыя вызывалъ новый курсъ правительственной власти. Были поставлены подъ ударъ историческія традиціи, духовныя цѣнности, и грубо оскорблялись права личности, любовь къ своему родному языку, привязанность къ своей духовной стихіи. Съ крайней остротой сказывались и чисто экономическія послѣдствія. Для борьбы за экономическое процвѣтаніе нуженъ подъемъ культуры, нужно распространеніе знанія, нужна хотя бы примитивная грамотность. Но это благо было недоступно для поляковъ, украинцевъ, литовцевъ. Русская школа, съ насильственнымъ и противоестественнымъ преподаваніемъ на русскомъ языкѣ, или приводила къ полному опустѣнію школъ или не давала никакихъ результатовъ, такъ какъ поверхностное знаніе русской грамоты улетучивалось въ стихій другого языка, къ которому школа безуспешно пыталась внушить пренебреженіе, какъ къ языку низшаго сорта. |

### Місіонерство російської православної церкви
Вперше чинником російської експансії християнське місіонерство стало на північному сході, де Москва поширювала з XIV ст. свій вплив на зирян і перм'яків, які до того перебували під Новгородським верховенством. В той час важливу роль зіграло місіонерство серед зирян єпископа Стефана Пермського. Той факт, що чинником руської експансії християнське місіонерство тут стало вперше, а також використання методів християнізації за допомогою проповідей рідною мовою і перекладів, написаних новоствореним зирянським алфавітом, становлять виняток в історії московської експансії.
У Російській імперії місіонерство мало державно-церковний характер. Більш-менш організованим воно проявляється за Петра I та його найближчих наступників. За Анни Іоанівни та Єлизавети Петрівни засновується «новохрещенська контора», камчатська та китайська місії.
У 19 ст. посилюється участь у місіонерських субсидіях крупних промисловців.
Як і в країнах Західної Європи у Російській імперії місіонерство було провідником імперіалістичної і націоналістичної політики держави. Одним із головних завдань місіонерства російської православної церкви була русифікація національних меншин. В інструкціях місіонерам вказувалося, що новоохрещених «інородців» треба переконувати носити російський одяг, записуватися на російські прізвища, поступово відвертаючи їх від їхніх національних культур. Російська адміністрація надавала «новонаверненим» певні пільги за рахунок їх співвітчизників, намагаючись у такій спосіб руйнувати громади. Місіонерів зобов'язували привчати місцеве населення до вживання продукції російської промисловості, включно з горілкою (такий проект намагалися реалізувати у 80-ті роки 19 ст. при наверненні киргизів з ісламу до християнства).
У зовнішній політиці російська держава використовувала місії російської православної церкви для розвідки на територіях, де передбачалась завоювання, а також для збору військової, економічної інформації: інструкція Петра I пекінській місії наказувала збирати відомості про китайське військо, кріпості, торгівлю, іноземні впливи
В Казані виходив друком «Миссіонерскій противомусульманскій сборникъ» (від 1873), що містив статті про магометанство студентів протимусульманського відділення при Казанській духовній академії.
До гонінь на національності приєднувалися і гоніння релігійні. Саме за Олександра III почали забирати дітей у сектантів (духоборів, уніатів і т. ін.) та відсилати їх подалі від батьків для виховання у православній вірі.

### Масові міграції, депортації та переслідування за національною ознакою
Намагаючись закріпити за собою величезні території з багатьма мільйонами неросійського населення російська влада вживала варварські методи колонізації, як, наприклад, відбирання кращих земель у тубільного населення і переселення туди російських колоністів, які, разом з урядовими чиновниками, розправлялися з місцевим населенням, як з полоненими рабами. Переселеним із центральних губерній імперії селянам надавалися кращі землі у районах казахського, киргизького, башкирського, північно-кавказького степу. Переселенці, подібно до козаків, поселених на кращих землях, відібраних на окраїнах у «інородців», використовувалися як оплот влади для її охорони проти обібраних народів. Повстання проти такої політики топилися у крові, й цілі народності переселялися на гірші землі або ж змушувалися до еміграції в інші країни (низка кавказьких племен).

### Вивезення культурних цінностей з приєднаних територій а також їх знищення
Під час Першої світової війни з окупованої російськими військами частини Королівства Польського при відступі росіяни вивезли твори мистецтва, бібліотеки, архіви і т. ін., що були суспільною чи приватною власністю.

## По регіонах

### Арктика
15 квітня 1926 року в односторонньому порядку постановою Президії ЦВК Радянський Союз оголосив територією, що йому належить, «всі як відкриті, так і ті, що можуть бути відкритими надалі землі й острови, що не становлять до моменту опублікування цієї постанови визнаною Урядом Союзу РСР територією будь-яких іноземних держав, розташовані в Північному Льодовитому океані на північ від узбережжя Союзу РСР до Північного полюса в межах між меридіаном тридцять два градуси чотири хвилини тридцять п'ять секунд східної довготи від Гринвіча, що проходить по східній стороні Вайдагуби через тріангуляційний знак на мисі Кекурському, і меридіаном сто шістдесят вісім градусів сорок дев'ять хвилин тридцять секунд західної довготи від Гринвіча, що проходить по середині протоки, що розділяє острови Ратманова і Крузенштерна групи островів Діоміда у Беринговій протоці.».

### Норвегія
Виведення радянських військ з території Північної Норвегії завершилося 25 вересня 1945 року. Норвежці були вдячні радянській державі не лише за звільнення від німецької окупації, але й за «своєчасне» повернення військ у межі Радянського Союзу, оскільки у них були побоювання, що СРСР приєднає до себе Східний Фіннмарк.

### Держави Балтії
Намагаючись вийти на Балтійське узбережжя Москва за часів Іоанна IV протягом 25 років вела Лівонську війну. Росією ця війна розглядалася і донині оцінюється як така, що 
| «обумовлювалася об'єктивними потребами розвитку Росії у той час»[39]. |

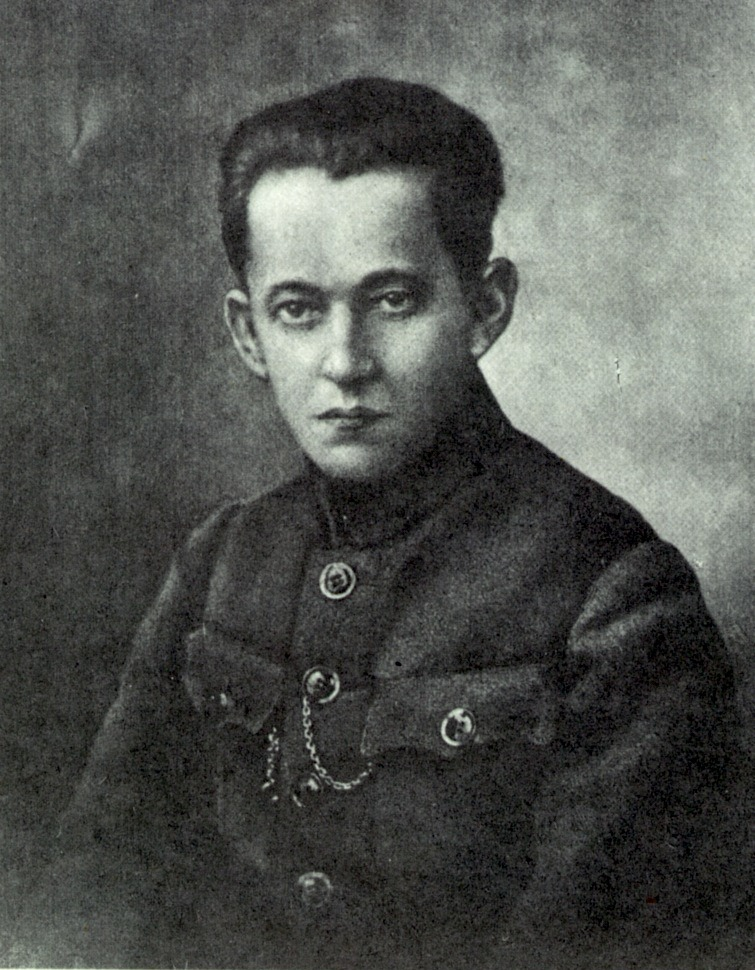
Вінцас Креве-Міцкявічюс

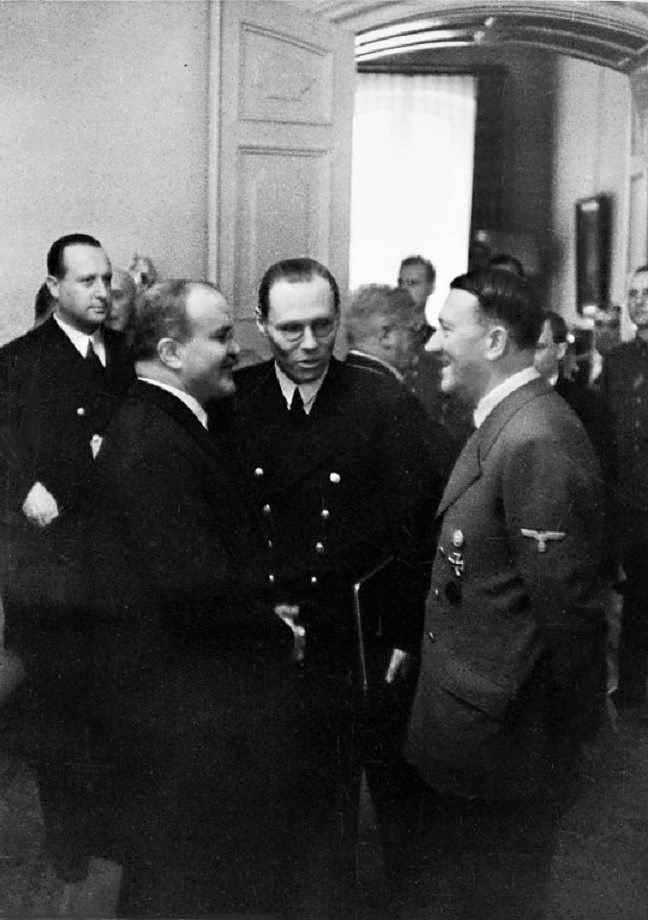
В. Молотов (ліворуч), 1940

2 липня 1940 року, у Москві, голова уряду СРСР та нарком закордонних справ В'ячеслав Молотов заявив міністрові закордонних справ Литви, що одночасно виконував обов'язки прем'єр-міністра, Вінцасові Креве-Міцкявічюсу: 

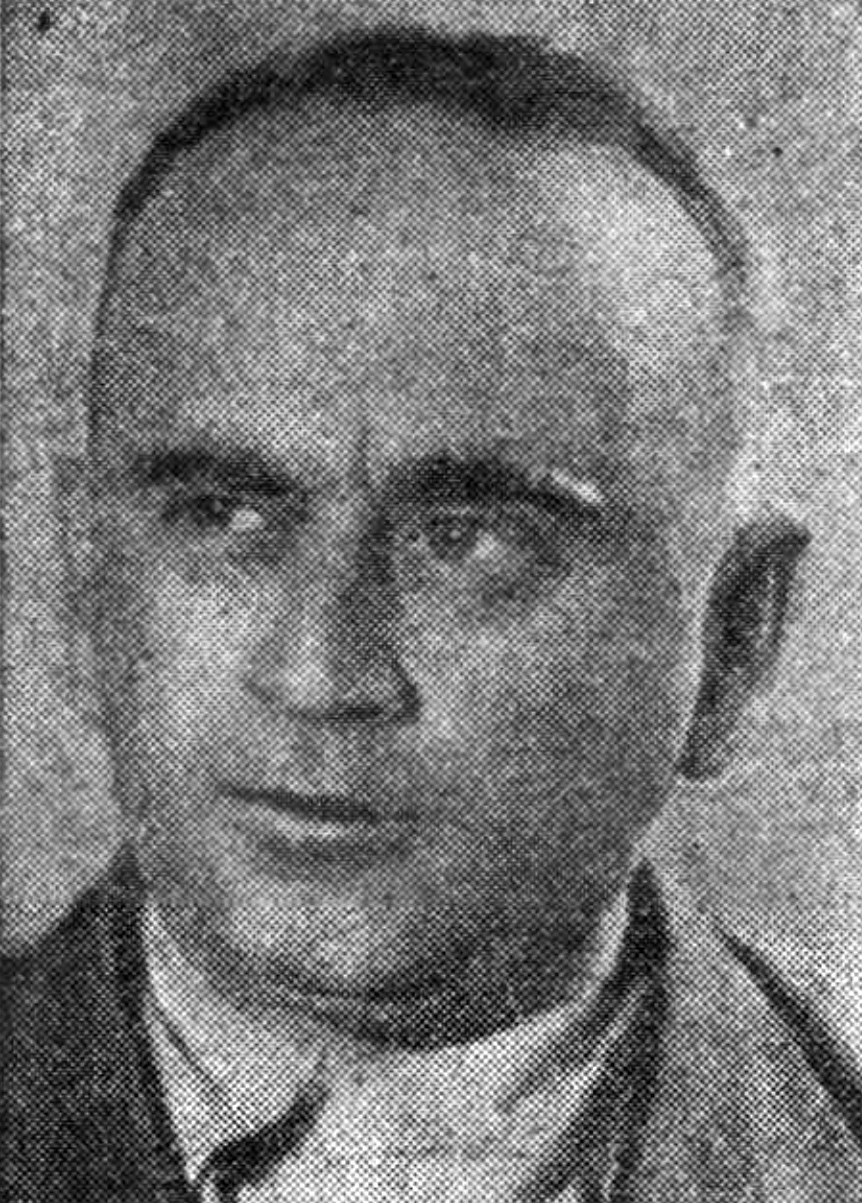
Володимир Деканозов

| Ви повинні добре подивитися на реальність і зрозуміти, що в майбутньому малі нації повинні будуть зникнути. Ваша Литва разом з іншими країнами Балтії, включаючи Фінляндію, повинні будуть приєднатися до славної родини Радянського Союзу[40]. Оригінальний текст (англ.) You must take a good look at reality and understand that in the future small nations will have to disappear. Your Lithuania along with the other Baltic nations, including Finland, will have to join the glorious family of the Soviet Union. |.  Наступного дня кандидат у члени ЦК ВКП(б), замісник наркома закордонних справ СРСР Володимир Деканозов сказав йому, що:
| Ми турбуємося не про «єдіную і нєдєлімую», а про все людство, про пролетаріат всієї земної кулі. Ми повинні зібрати всіх під один червоний прапор. І ми це зробимо. Після Другої світової війни вся Європа впаде до нас в руки як стиглий плід. А після неминучої Третьої світової війни ми переможемо в усьому світі.[41] |
2 липня 1940 року голова Уряду СРСР В'ячеслав Молотов назвав введення військ Червоної армії до Литви, Латвії та Естонії окупацією.

#### Фінляндія

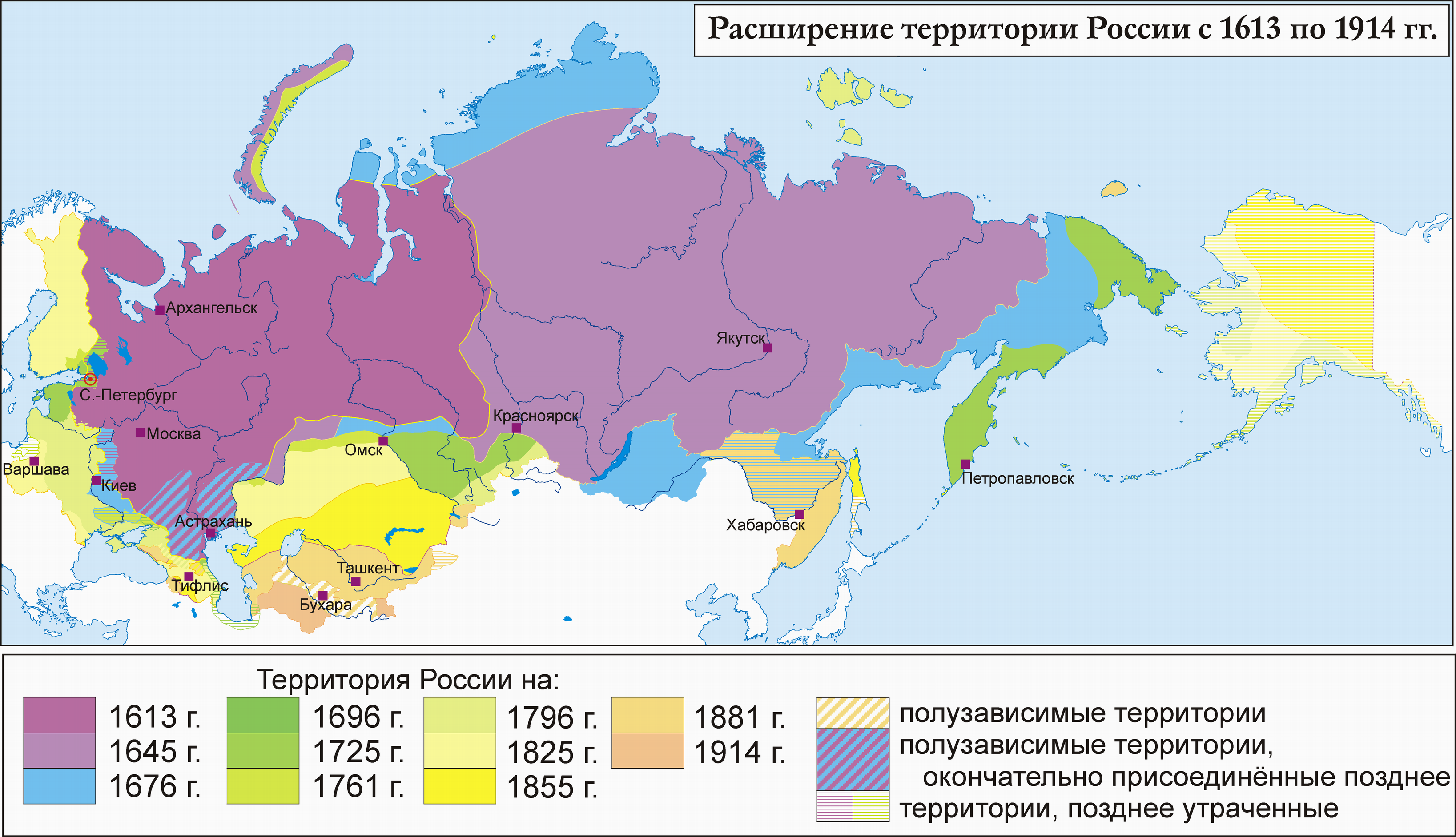

Фінляндія була поступово «приєднана» до Російської імперії за Ништадтським (1721), Абоським (1743) та Фредріксгамнським (1809) мирними договорами. Вона отримала статус «великого князівства» зі збереженням конституційного ладу (серед іншого — місцевого сейму), що ґрунтувався на шведських основних законах. Олександр I, на скликаному за його вказівкою Боргоському сеймі, урочисто підтвердив існуючий конституційний лад, після чого сейм склав присягу російському імператорові. Але ні за Олександра I, ні за Миколи I сейм більше не збирався. Натомість, Фінляндією правив російський генерал-губернатор, а також «імператорський фінляндський сенат», що повністю підкорявся російській адміністрації.
Зростання національно-визвольних настроїв суспільства під впливом революції 1848 року у Західній Європі призводить до реакції уряду імперії: Олександр II скликає 1862 року сейм, що визнає за ним законодавчу владу.
У царювання Олександра III розгортається русифікація, особливо наприкінці XIX ст., коли генерал-губернатором був призначений Микола Бобриков.
Знищується фінська армія, що до того лише формально підпорядкована російському військовому міністрові. Вводиться російська мова у сенаті та в інших адміністративних установах. Нарешті, був виданий маніфест про вилучення усіх справ, що «мають загальнодержавне значення» із відання «народного представництва».
Після революції 1905 року низка русифікаторських заходів скасовується, відновлюється автономія Фінляндії (за винятком військового закону), провадиться реформа народного представництва із запровадженням однопалатного сейму та загального і таємного голосування як чоловіків, так і жінок.
Здійснивши операцію з окупації прибалтійських країн влітку 1940 року, керівництво СРСР у листопаді намагалося отримати згоду Німеччини на включення до їх числа також і Фінляндії. Створивши своїми діями загрозу інтересам Німеччини керівництво СРСР сприяло рішенню А. Гітлера про підготовку війни з СРСР.

#### Литва
1795 року актами третього поділу Речі Посполитої Пруссія, Австрія і Росія знищили польсько-литовську державу. 25 грудня того ж року Катерина II підписала указ про приєднання до Росії литовських областей. Протягом півтора десятиліть російський і французький впливи зі змінним успіхом змагалися у Литві.
24 червня 1812 року наполеонівська армія перейшла через Німан неподалік від Ковно. 28 червня у Вільно урочисто зустрічали частини Великої армії. Відкривав рух 8-й польський уланський полк, яким командував князь Домінік Радзивілл, нащадок древніх литовських князів. Населення зустріло французів з симпатією, тиждень потому в місті вже відкрилися крамниці — перша ознака спокою городян і їх підтримки нового режиму. До 10-липня французи зайняли Мінськ, Новогрудок, Пружани; до 26 липня вийшли до Двіни й Дніпра. Відступаючи, росіяни палили склади, які не встигали евакуювати, виводили селянську худобу.
На території Віленської, Гродненської, Мінської губерній і Білостоцької області Наполеоном було створене Князівство Литовське. Населення цих територій становило, за оцінками різних авторів, між 2,5 і 3,5 млн осіб. У Вільно, столиці князівства, жило 35 тис. осіб.

### Білорусь
Білоруські землі були включені до складу Російської імперії в часи трьох поділів Речі Посполитої поміж Австрією, Прусією та Росією (1772, 1793, 1795). Унаслідок них Білорусь перетворилася на арену гострої та довготривалої боротьби польського та російського капіталу. Ця боротьба за дешеву робочу силу та ринок сировини і збуту перетворювала Білорусь на економічно та культурно відсталу колоніальну провінцію Російської імперії.
У часи російського панування дворянство Білорусі поповнилося росіянами із середовища чиновників та офіцерів.
Під владою російського царя становище селянства Білорусі ще більше погіршилося на ґрунті зростання кріпосницької експлуатації, голодувань і кричущих злиднів. Білоруське селянство боролося проти поміщицького кріпосного гніту в першій половині XIX ст. (повстання 1812 року в Мінській губернії, протягом 1832—1841 і масові повстання 1847 року у Вітебській губернії). «Звільнення» селян в 1861 році не послабило земельного голоду, але ще більше посилило малоземелля і безземелля (близько 68,6 % малоземелля після реформи). Діяльність селянського банку, створеного 1882 року, так само як пізніше аграрна політика Столипіна в Білорусі, більше сприяли поміщику і куркульській верхівці, ніж біднякові білоруського села, й вели до посилення в селі класових суперечностей. Природний приріст населення створив перенаселеність, що змусила селян орендувати у поміщиків землю на кабальних умовах (Скіпщина), або шукати заробітків на стороні, переселятися до Сибіру або емігрувати до Америки. Міста й містечка Білорусі, серед населення яких перше місце займали євреї, що почали селитися там ще з XIV ст., розвивалися у XIX ст. слабко, перед війною (1914) відсоток міського населення зріс лише до 13,4. Надмірна економічна експлуатації і національний гніт сильно революціонізували білоруські маси, особливо єврейський ремісничий пролетаріат, результатом чого став досить широкий і сильний революційний рух, особливо в епоху революції 1905.
При Миколі I інтенсифікована русифікація краю, що особливо посилилася після придушення повстання 1863 року й набула систематичного й звірячого характеру. Після польського повстання 1831 року було заборонено вживання слів «Білорусь» і «білорус», був закритий Віленський університет (1832), припинена дія Литовського статуту (1840), у насильницький спосіб «воз'єднана» уніатська церква з православною (1839) і т. ін. Уряд Олександра II підкреслював, що Білорусь — рос. «искони-русский край», примусово нав'язував православ'я і рос. «русскую народность» у Білорусі за допомогою спеціально підібраних російських чиновників та попів, російські школи й російське «осадничество» (тобто колонізаторів). Панівні верстви як польського, так і російського суспільства знущалися над білоруською мовою, як, начебто, над «мужицькою» і «хамською», а уряд 1867 року заборонив вживати білоруську мову в громадських місцях, у школах і т. ін.

### Україна
Українські етнічні землі від початків творення Російської держави завжди були об'єктом російської експансії.
| З цивілізаційної та державницької точки зору укладення між Україною та Росією Переяславської угоди 1654 року, яка спочатку передбачала особисту унію двох держав, потім трансформувалася в протекторат, а згодом стала підставою для інкорпорації України до складу Російської імперії, було певним історичним нонсенсом. Угода між козацькою Україною — республікою козацькою, з її виборною владою, з її традиційним народовладдям, з властивою її населенню уявою про участь кожного в житті суспільному, з одного боку, і — між автократичною державою Московською — монархією східного типу, з другого — була, безперечно, неприродна[45]. |

#### Україна і українці у побудові і руйнуванні імперії
| Образ Російської імперії в українській історичній пам'яті викристалізувався у першу чергу завдяки поезіям і трагічній долі Тараса Шевченка та антиукраїнським указам 1863 та 1876 років. Забувається, однак, з якою готовністю й запопадливістю українські еліти допомагали будувати цю імперію у XVIII столітті — до тої міри, що історію постання Російської імперії можна назвати також й українською історією — та що тривалий час Санкт-Петербург із терпінням і навіть симпатією ставився до українського руху як противаги до руху польського. Українцям належить винятково важлива роль як у побудові, так і розвалі Російської імперії, і визнання одного факту не може відбуватися коштом замовчування іншого [46]. |
Переяславською грамотою московського царя 1654 року козацькій старшині були обіцяні широке козацьке автономне самоврядування і військова допомога в боротьбі з Польщею, що було в інтересах Москви. У боротьбі з Польщею за Україну вона спиралася на сили козацтва. Тому російське самодержавство терпіло існування автономної Гетьманщини, незважаючи на величезне бажання російської влади швидше ліквідувати це кубло постійних соціальних вибухів, які могли будь-коли перекинутися на Росію. Внаслідок тривалої війни Московської держави з Польщею за українські землі та Руїни до Росії відійшов лівий берег Дніпра і Київ з невеликою територією. Це й було протягом тривалого часу територією Гетьманщини. Правобережжя знову відійшло до Польщі і залишалося в її складі до її поділів наприкінці XVIII ст., коли воно відійшло до Росії. Південна степова частина України до кінця XVIII ст. кілька разів переходила то до Росії, то до Туреччини. Фактичними ж її володарями були запорозькі козаки.
Після приєднання Гетьманщини до кріпосницької Московської держави посилено розвиваються кріпосницькі відносини. Козацька старшина шляхом купівлі, грабунку і випрошених у царя і гетьманського уряду дарунків назбирує до своїх рук значні земельні володіння. Селянство потрапляє до нової кріпосної залежності від нових поміщиків — козацької старшини. Це призводить до масових повстань низів козацтва і селянства, та різанини своєї старшини наприкінці майже кожного гетьманства. Лише за допомогою московських і татарських військ старшині вдається запобігати поголовному винищенню козацької знаті селянсько-козацькими масами. Цією боротьбою дуже вміло користується Москва для поступового обмеження даних козацькій старшині привілеїв, зводячи майже нанівець примарну автономію Гетьманщини.
У той же час українські еліти допомагали розбудовувати імперію у XVIII столітті, так що історію постання Російської імперії можна назвати також і українською історією. Тривалий час імперська влада із терпінням і навіть симпатією ставилася до українського руху як противаги до руху польського. Українцям належала винятково важлива роль у побудові Російської імперії.

### Болгарія
За наслідками російсько-турецької війни, відповідно до Сан-Стефанського прелімінарного мирного договору, Болгарія набуває статусу князівства під сюзеренітетом Порти, правління якого здійснюється під контролем російського імператорського комісара за допомогою російських військ, що займають країну. Під час виборів князя російський комісар генерал Дондуков-Корсаков проголосив, що цар підтримує кандидатуру принца Олександра Баттенбергського, молодого чоловіка 22 років, пруського офіцера, племінника російської імператриці.

### Кавказ
| Ні одне із надбань, зроблених нами за час самобутнього існування Росії, не вартувало їй стількох зусиль та жертв, скільки їх зажадав Кавказ для остаточного усталення в ньому нашого владарювання. Більш ніж півстоліття безперервно провадилась ця епічна боротьба, що вартувала нам численних жертв й відзначалася незліченними проявами високого героїзму російського народу. … Нині, стоячи твердою ногою на мосту, що перекинутий з російського берега до серця Азії, ми можемо з упевненістю вдивлятися в далечінь, де народи, що ста́ріються під палючим сонцем півдня, жадають прохолодної тіні російського скіпетра…[49] Оригінальний текст (рос.) Ни одно изъ пріобрѣтеній, сдѣланныхъ нами за время самобытнаго существованія Россіи, не стоило ей столькихъ усилій и жертвъ, сколько ихъ потребовалъ Кавказъ для окончательнаго упроченія въ немъ нашего владычества. … Болѣе полувѣка непрерывно велась эта эпическая борьба, стоившая намъ многихъ жертвъ и ознаменовавшаяся безчисленными проявленіями высокаго героизма русскаго парода. Теперь, стоя твердой ногой на мосту, переброшенномъ съ русскаго берега въ сердце Азіи, мы можемъ съ уверенностью взирать въ даль, гдѣ дряхлѣющіе подъ знойнымъ солнцемъ юга народы жаждутъ прохладной тѣни русскаго скипетра… |

#### Грузія
Для об'єднання усіх складових частин та захисту проти зовнішніх та внутрішніх ворогів керівні кола Грузії сподівалися отримати фінансову та військову допомогу від Російської імперії. Розпочаті від XVI століття дії у цьому напрямку до кінця XVIII ст. не давали бажаних результатів. Тільки від середини XVIII ст. Російська імперія вирішила використати Грузію для боротьби із своїми східними конкурентами. З початком російсько-турецької війни 1768 року Росія направила до Грузії невелике військо під командуванням генерал-майора Тоттлебена (нім. Gottlob Curt Heinrich von Tottleben), яке ніяк не допомогло Грузії, що виступила у цій війні на боці Росії.
На другому етапі взаємодії з Росією звернення Іраклія II співпало з тогочасними планами Росії, спрямованими на захоплення Персії, а потому й Індії, через Грузію. Тому перемовини завершилися підписанням російсько-грузинського трактату в Георгієвську (24.7.1783). Наслідком підписання угоди був напад Персії на Грузію, що зазнала у цій війні поразки.
Після цього, замість об'єднання Грузії при допомозі Росії, відбулося її приєднання до Російської імперії. 1801 року Павло I підписав указ про включення східної Грузії до складу імперії як адміністративної одиниці. Цим указом був анульований Георгіївський трактат і Грузія була поставлена у становище колонії. Така ж доля спіткала незабаром й інші частини Грузії. При цьому «приєднання» відбувалося не лише мирним шляхом, але й силою війська. Останніми були приєдннані Сванетія (1856), Абхазія (1864), Батум та Артвин (1878). Так завершилося об'еднання майже усієї історичної Грузії, але вже під владою Росії.
Останній картлійсько-кахетинський цар із династії Багратіонів, Георгій XII, помер незадовго до оголошення анексії.
Під виглядом «мирного приєднання» Грузія була захоплена і, фактично, стала колонією Російської імперії. Як визнали самі росіяни:

| Почався безсоромний колоніальний грабунок Грузії. У селян «відчужувалася» земля, знищувалися цілі селища, чинилися незліченні знущання, безкарні вбивства. З установ була вигнана грузинська мова і насильно введена російська, якої населення не розуміло. Всіляко знищувалися всі ознаки національної незалежності[51]. Оригінальний текст (рос.) Начался беззастенчивый колониальный грабеж Грузии. У крестьян «отчуждались» земли, уничтожались целые селения, чинились бесчисленные издевательства, безнаказанные убийства. Из учреждений был изгнан грузинский язык и насильно введен русский, которого население не понимало. Всячески уничтожались все признаки национальной независимости. |
Антиросійські повстання жорстоко придушувалися.
У 20-ті—30-ті роки XIX ст. російський капіталізм посилено перетворює Грузію на свій ринок збуту. Російськими фабрикантами, купцями та банкірами, за підтримки влади імперії, засновується «Російсько-Азійська торгівельна компанія». Постачання у Грузію продукції текстильної промисловості призводить до зменшення посівних площ бавовнику. Колоніальна політика Росії викликала масовий, головно селянський протестний рух (повстання проти російського владарювання 1804—1805, 1812, 1819, спроба повстання 1832, повстання 1860, 1904—1905).

#### Абхазія
Пращурами нинішніх абхазів були абазги, що у давні часи займали значно більшу територію, ніж нинішня. На їх землях, на узбережжі Чорного моря існували грецькі колонії. За часів Юстиніана Абхазія підкорялася Візантії і її населення було обернене у християнство. Від XV ст. Абхазія підкорюється Туреччиною, що її на початку XIX ст. витісняє Російська імперія. І при турках, і, на початку, при росіянах, у Абхазії зберігається внутрішнє автономне управління князів Шервашидзе. Після захоплення Російською імперією Західного Кавказу Абхазія отримує назву «Сухумський відділ» (1864) і переводиться на становище воєнного губернаторства.

#### Азербайджан
На території Азербайджану, перед початком його завоювання Російською імперією, існувало декілька ханств, що були у васальній залежності від Персії. На початку XIX ст. Росії вдалося завоювати значну частину Азербайджану: нафтові родовища були приманкою для російських та англійських капіталістів. Національний рух пробуджується під тиском конкуренції з російськими переселенцями та русифікаторської політики російської влади.

### Татарстан
Територія сучасного Татарстану 1552 року завойована й приєднана до Московського царства Іваном Грозним, що прийняв титул «казанського царя».
Порівняно висока культура Казанського ханства справила значний вплив на Московську державу.
Нестача земель у російських поміщиків та намагання захопити Волгу — важливий для торгівлі шлях — призвели до завоювання Казанського ханства Москвою (1552). Ханство було перетворене на колонію російського торгового капіталу. Під час завоювання росіяни жорстокою розправлялися із татарами та іншими національними меншинами. Відповіддю на колоніальну політику Москви були повстання, найзначніше у 1553—1558 роках.

### Башкирія
Башкирські землі були перетворені на колонію Московської держави під час систематичної колонізації у другій половині XVI ст. У своїй колонізаторські політиці російські експлуататори спиралися також на верхівку башкирського населення, якій надавалися певні пільги (звільнення від «ясака», надання землі, права пригнічення місцевого населення). До економічного та політичного гноблення додавалося ще й церковне, що проявлялося в примусовому переведенні до християнства.
Після скасування кріпосного права колоніальний режим посилився. Селяни не могли знайти роботи на промислових піприємствах міст, де працювали переважно росіяни. В той же час були зліквідовані залишки місцевого самоуправління, нав'язане панування земських начальників, синода й управителів, що призначалися царською владою.

### Чувашія
У російський колоніальний період (XVI—XX ст.) чуваші-селяни зараховувалися до розряду «ясашних», потім «казенних», «державних». Частина їх потрапила у підпорядкування монастирям та до поміщиків. Грошовий «оброк» замість «ясака» сприяв формуванню торгово-ростовщицького прошарку чуваського суспільства, який використовувався російською владою як агентура самодержавства (коштанство). До старої азіатської форми феодалізму додалися своєрідні форми панщини, відробітків: «засічна справа», колодницька й луб'яна повинності, селітроварення, виготовлення поташу, приписка до заготівлі корабельних лісів і т. ін., аж до приписки до уральським залізоробних заводів у XVIII ст. Колоніальний гніт «самодержців всієї Росії» був дуже тяжкий. Тому чуваші, продані Московії своїми мурзами, після «багатьох заколотів» за часів підкорення Казані, брали активну участь в «Смуті», разінщині, пугачовщині, у низці татаро-башкирських повстань, в «картопляних бунтах» 1-ї половини XIX століття (Акрамовське повстання).
Для боротьби зі «збуреннями» були побудовані міста як військова опора кріпосницького колоніального гноблення. Міста не розвивали господарство чувашів, а висмоктували з краю все доступне для російських поміщиків і купців; вони не були культурними центрами, а були опорними пунктами насильницької християнізації краю, особливо у 18 ст., коли було охрещено більшість чувашів, і русифікації (у 18 ст. обрусіли залишки феодальної верхівки чувашів). Помітно слабкіше, ніж у центральній Росії, промислово-капіталістичні відносини розвинулися з кінця 19 століття, і в Чувашії виділилася невелика група національної буржуазії, з одного боку, і робітників — з іншого.

Центральна Азія, 1910

### Центральна Азія

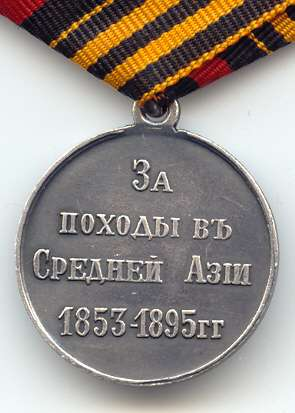
Медаль"За походи у Середній Азії 1853—1895 рр."

Поступальний рух з боку Оренбурга та Омська у надра Середньої Азії продовжувався протягом кількох десятиліть. Спочатку він мав характер повільний і нерішучий, а після постачання діючих там військ скорострільною зброєю набував «все більше енергійного і переможного характеру». Росіяни діяли без попереднього ознайомлення із географією, мовою та побутом місцевго населення, яке ставилося до них «безумовно вороже, як до завойовників та невірних».

### Сибір та Китай
| Не важко було підкорити Сибір: досить було походу славного Єрмака з жменею відважних козаків, щоб зруйнувати Сибірське Царство - цю першу і досить серйозну перешкоду поширенню за Уральським хребтом російського панування, російської колонізації і російської культури. Страшним ураганом пронеслися сміливі козаки по володіннях вогулів, остяків і татар, багато пролили крові, розграбували багато іноро́дницьких юрт, а найголовніше перемогли і прогнали з юрта «вільну людину Кучума Царя», який становив єдиний зв'язок різноплемінного сибірського Царства. <…> Здавалося б, що після таких ударів іноро́дницький світ вже не в змозі буде мріяти про своє колишнє царство і назавжди мав би примиритися з тією долею, яку покладала на нього «шерть», тим більше, що від зміни володаря сибірські інородці й нічого не втрачали. Але на ділі ми бачимо протилежне. <…> Повторюю, легко було завоювати Сибір, але набагато важче втримати завойоване. Московський уряд давно засвоїв цю істину при розширенні російської держави щодо народу цих країв і разом з тим давно зрозумів, що мирні засоби більш дійсні для остаточного підкорення інородницького світу, - що зброєю можна тільки перемогти, але утримати в підлеглості переможeниx можна головним чином через заселення підкореної країни російськими елементами, наслідком чого було обрусіння краю. Тому і після завоювання Сибірського Царства уряд негайно починає будувати російські міста і села [55]. Оригінальний текст (рос.) Не трудно было покорить Сибирь: достаточно было похода славнаго Ермака съ горстью отважныхъ казаковъ, чтобы разрушить Сибирское Царство — эту первую и довольно серьезную преграду распространенію за Уральскимъ хребтомъ русскаго владычества, русской колонизаціи и русской культуры. Страшнымъ ураганомъ пронеслись смѣлые казаки по владѣніямъ вогуловъ, остяковъ и татаръ, много пролили крови, разграбили много инородческихъ юртъ, а самое главное побѣдили и прогнали съ юрта «вольнаго человека Кучума Царя», который составлялъ единственную связь разноплеменнаго Сибирскаго Царства.<…> Казалось бы, что послѣ такихъ ударовъ инородческій мірь уже не въ состояніи будетъ мечтать о своемъ прежнемъ царствѣ и навсегда долженъ быль бы помириться съ тою участью, которую возлагала на нихъ «шерть», тѣмъ болѣе, что отъ перемѣны властителя сибирскіе инородцы ничего не теряли. Но на дѣлѣ мы видимъ противное. <>… Повторяю, легко было завоевать Сибирь, но гораздо труднѣе удержать завоеванное. Московское правительство давно усвоило эту истину при расширеніи русскаго государства насчетъ иноплеменныхъ народовъ и вмѣстѣ съ тѣмъ давно поняло, что мирныя средства болѣе дѣйствительны для окончательнаго покоренія инородческаго міра, — что оружіемь можно только побѣдить, но удержать въ пoдчинeнiи пoбѣждeнныxъ можно главнымъ образомъ чрезъ заселеніе покоренной страны русскими элементами, послѣдствіемь чего являлось обрусеніе края. Поэтому и послѣ завоеванія Сибирскаго Царства правительство немедленно начинаетъ строить русскіе города и села. |
Даури панували у всій Даурії (Забайкалля) до появи там у 17 століття росіян. Були частково винищені росіянами і змушені були перейти на правий берег Амура під захист манжурської влади
.
1628 року був закладений Красноярськ. 1632 року заснований Якутський острог. Після повернення загону Хабарова 1654 року до Москви, уряд Московської держави ухвалив рішення створити на «приєднаних» територіях нове воєводство. До складу його були включені землі по течії Амура до Татарської протоки та території від р. Аргунь до Великого Хінгана. Адміністративним центром Забайкалля від 1658 року став Нерчинський острог. 1665 року загін козаків побудував сильно укріплений Албазинський острог, поблизу якого вже у середині 80-х років XVII ст. жило кілька сотень козаків та селян. 1684 року було засноване Албазинське воєводство. Сучасні російські історики вважають, що на землях, які «приєднувала» Московська держава «була відсутня будь-яка державність», «до появи росіян племена даурів, евенків, натків і гіляків (нивхів), що жили по Амуру ясака нікому не платили й були незалежними».
Ці ж період та події оцінюються китайською стороною інакше: Єрофея Хабарова називають виконавцем загарбницьких планів царської Росії, провідником колоніальної експансії, «ловчим птахом та гончим хортом агресії царської Росії супроти Китаю», а загін В. Пояркова називають «зграєю розбійників» та звинувачують у людожерстві. В одній з книг китайських істориків автори стверджують, що з того часу росіян у тому краї стали називати «лоча» — «злостиві демони, що живляться людською плоттю і кров'ю».
Вперше торгові каравани з Московщини з'явилися у Китаї близько 1658 року.
1689 року був підписаний Нерчинський договір
У 1896—1898 роках керівництво Російської імперії дає великі хабарі (до 500 000 доларів Лі Хунчжану та ін) і укладає невигідні для Китаю Союзний договір між Російською імперією та Китаєм (1896) та Російсько-китайську конвенцію (1898). Після втручання Німеччини у Шаньдуні, Росія почала вимагати для себе усіх суверенних прав на Порт-Артур та Даляньван на маньчжурському узбережжі на тих же умовах, на яких Німеччина окупувала Цзяочжоу, а також надання концесії на будівництво залізниці від Бодуне до Мукдена та Порт-Артура. 20 березня 1898 року уряд Китаю погодився на оренду Порт-Артура і Даляньвана на 25 років зберігаючи за собою суверенітет на ці порти. Концесія на будівництво залізниці фактично перетворила Маньчжурію на російську провінцію.

#### Зовнішня Монголія
Скориставшись революційними подіями 1911—1913 рр. в Китаї, які привели до повалення Цинської династії, халхаські хани, за підтримки Російської імперії, проголосили Зовнішню Монголію незалежною теократичною державою на чолі з богдо-ханом. Потрійна російсько-китайсько-монгольська угода, підписана у травні 1915 року в Кяхті, визначила новий статус монгольської держави, звела його до широкої автономії в складі Китаю. Зовнішня Монголія складалася з чотирьох халхаських аймаків (Сецен-ханів, Тушет-ханів, Сайн-Нойон-ханів і Дзасагт-ханів), ойратської області Кобдо і тувинської області Танну-Урянхай.
1919 року скінчився короткий період існування теократичної монархії, Зовнішня Монголія була окупована китайськими військами, уряд Автономної Монголії розпущений, натомість було введено китайську адміністрацію. Далі була окупація країни білогвардійськими й більшовицькими російськими військами. Врешті, 1924 року, за участі Радянського Союзу, було проголошено незалежну Монгольську Народну Республіку (монг. Бүгд Найрамдах Монгол Ард Улс). З 1991 року країна носить назву Держава Монголія (монг. Монгол Улс).

#### Тува
Від початку 19 ст. Тува, що на той час входила до складу Китаю, стала 
| «…об'єктом хижацької експлуатації російського торгового капіталу і російської колонізації, що супроводжувалася численними конфліктами з Китаєм на ґрунті захоплення у тувинців кращих земельних угідь.»[60] Оригінальний текст (рос.) «…объектом хищнической эксплоатации русского торгового капитала и русской колонизации, сопровождавшейся многочисленными конфликтами с Китаем на почве захвата у тувинцев лучших земельных угодий» |
1907 року Росія стала на шлях посиленої колонізації Туви, розбудовуючи у її центральній частині мережу російських поселень з російським судом та волосним правлінням. 1914 року Російська імперія заявила «про прийняття Туви під своє заступництво». 1916 року у Туві розпочався селянський рух, що супроводжувався виступами проти російських колоністів. Російський уряд відповів на нього застосуванням військової сили.
1944 року Тува була анексована СРСР.

### Корея та Японія

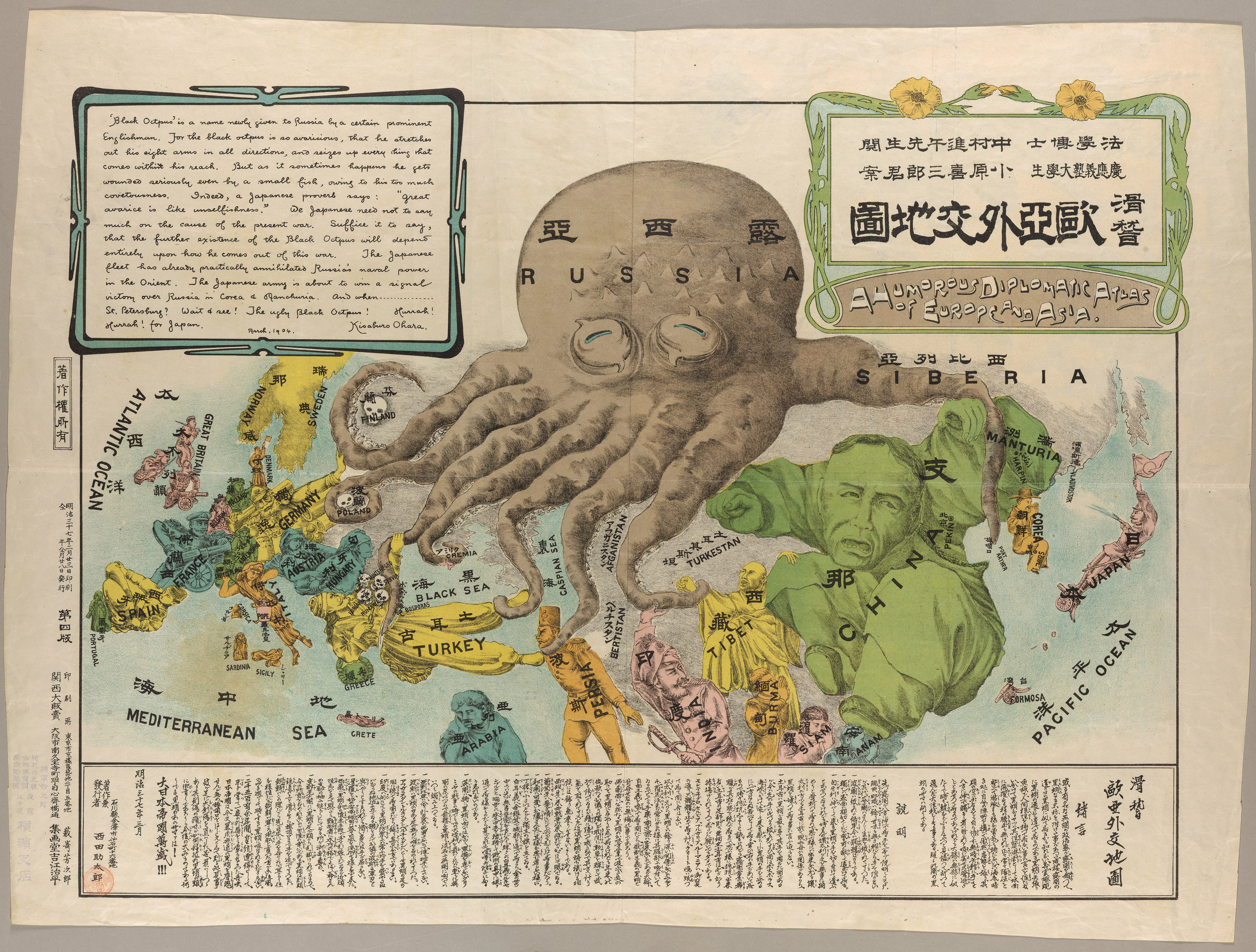
Антиросійська сатирична карта, виготовлена японським студентом університету Кейо під час російсько-японської війни. Маньчжурія / Китай / Тибет / Туркестан / Формоза

Після селянського повстання Тон-Хакі (1893—1894) та японо-китайської війни 1894—1895 років закінчився період васальної залежності Кореї від Китаю (див. Сімоносекський договір) і настав період виняткового впливу Японії у Кореї. Японські імперіалісти посилювали або пом'якшували свою наступальну політику в залежності від співвідношення сил з Росією. На противагу Японії Росія намагалася взяти на себе
реорганізацію корейської армії, фінансів та отримувала лісові концесії. Намагаючись зберегти хоча би видимість політичної самостійності країни, корейський король приймає 1897 року титул імператора.
Російські концесії на прикордонній річці Ялу стали одним із приводів до Російсько-японській війни 1904—1905. Після початку війни у лютому 1904 року захоплення Кореї японцями пішло швидким темпом: був укладений договір між Кореєю та Японією (23.2.1904), який зобов'язав уряд Кореї «радитися» з Японією про всі заходи внутрішнього управління і зовнішньої політики. Договором від 22.8.1904 року уряд Кореї зобов'язався прийняти двох японських радників з фінансів та іноземної політики. 22.11.1905 року Японія оповістила інші імперіалістичні держави, що, перейнявши на себе турботу про іноземну політику Кореї, Японія дбатиме, щоб Корея виконувала свої
зобов'язання стосовно іноземних держав. У зв'язку з перемогою Японії над Росією, Корея була перетворена на японський протекторат (24.7.1907), корейське дворянство, селянство і чиновництво піддавалися японцями ідеологічній обробці, підготовці впровадження японського капіталу в Корею. Часткові повстання армії Кореї були придушені японцями під керівництвом маркіза Іто, генерального резидента Японії і мала характер виняткового насильства. Були захоплені не лише кращі економічні та господарські ресурси в країні (кращі землі, дороги, засоби зв'язку, ліси, корисні копалини), але й встановлена фактична монополія японців на зовнішню торгівлю. Корейська мова переслідувалася, книги з історії Кореї спалювалися.

### Африка

#### Триполітанія— Лівія
На Потсдамській конференції Йосип Сталін 22 липня підняв питання про приналежність колишніх італійських колоній.
На Лондонській конференції міністрів закордонних справ (11 вересня — 3 жовтня 1945 року) В. Молотов вимагав для СРСР мандат ООН на Триполитанію.
Під час державного перевороту у Лівії (1969) узбережжя країни було блоковане ескадрою ВМС СРСР, що налічувала декілька десятків суден, включно з атомним підводним човном і підводними човнами з крилатими ракетами.
У 2008—2011 роках обговорювалася можливість створення воєнно-морскої бази Російської Федерації у Середиземному морі з Муаммаром Каддафі, але перемовини були припинені із загибеллю М. Каддафі.

#### Джибуті
Від 2012 року РФ намагалася орендувати ділянку для будівництва бази ВМФ у Джибуті, але невдало, внаслідок спротиву з боку США.

## Розпад імперії та боротьба за її збереження та відновлення

### Спроби збереження та відновлення імперії з кінця XX століття

#### Ідеологія відновлення імперії у XXI ст.
- Юрий Апухтин. Русский глобальный проект и восстановление русской империи.— Военное обозрение, 27 ноября 2019. [Архівовано 5 грудня 2019 у Wayback Machine.]
- Дугин А. Основы геополитики. Геополитическое будущее России.— М.: АРКТОГЕЯ-центр, 2000.— 928 с.

### Російський неоколоніалізм
Росія, як колишня метрополія, намагається встановити нову форму контролю над колишніми колоніями — «радянськими республіками у складі Союз Радянських Соціалістичних Республік». Для цього вона використовує різні економічні та ідеологічні механізми експансії, втручання, впливу, щоб сформувати відповідну керовану еліту в суспільствах цих країн.
2006 року директор Інституту трансформації суспільства (Київ) професор Олег Соскін зазначав, що Росія намагається реанімуватись, як наднаціональна імперія, і по відношенню до Білорусі й України проводить політику неоколоніалізму, тобто фінансово-економічної й енергетичної окупації. Найбільш очевидним це є на прикладі газового і нафтового секторів економіки. Росія намагається привласнити собі, скупивши за безцінь, білоруські й українські газопроводи, щоб диктувати свою волю і привласнювати монопольний прибуток. У Білорусі та України стратегічні цілі в сфері протидії політиці неоколоніалізму Росії збігаються.
2008 року Росія розпочала війну проти Грузії.
2014 року Російська Федерація перейшла до прямого військового втручання у внутрішні справи України.
Один із сучасних російських ідеологів О. Дугін, в навчальному посібнику, надрукованому відповідно до рішення кафедри Соціології міжнародних відносин соціологічного факультету Московського державного університету, формулює завдання 
| «інтегрувати до єдиного стратегічного простору Росію, Україну та Білорусь» [70]. |
А для перетворення Росії «у глобальну світову силу» інтеграція України вказується як «необхідна умова». У книзі ж «Основи геополітики» більш відверто формулюються принципи російського неоколоніалізму: 
| «Існування України у нинішніх кордонах та із її нинішнім статусом „суверенної держави“ тотожне нанесенню жахливого удару по геополітичній безпеці Росії…», | а також формулюється висновок, що 
| «Подальше існування унітарної України неприпустиме»[71]. |